# Општина Штефанешти (Арђеш)
Штефанешти (рум. Ştefăneşti) општина је у Румунији у округу Арђеш.
Oпштина се налази на надморској висини од 328 m.